# Olive Snell
Olive Constance Snell (3 avril 1888  - 23 mai 1962)  est une artiste anglaise, connue pour ses portraits .

## Biographie
Snell est née dans la colonie de Natal, en Afrique du Sud, fille de Constance Louisa et d'Edward Snell de Monkokehampton, Devon . Elle arrive en Angleterre en 1912, déjà une peintre compétente .
Dans les années 1920, elle peint des portraits pour les couvertures de plusieurs numéros de The Sketch ,  et The Bystander  travaillant principalement au crayon et à l'aquarelle . Au cours de cette période, elle effectue deux visites aux États-Unis, profitant des présentations faites par Sir Joseph Duveen à la demande d'Oswald Birley . Ses sujets sont des célébrités américaines telles que Tallulah Bankhead et Amelia Earhart, et leurs équivalents britanniques, tels que Madeleine Carroll et Cathleen Nesbitt . Son portrait d'Agatha Christie est utilisé sur la couverture d'Agatha Christie : An Autobiography.

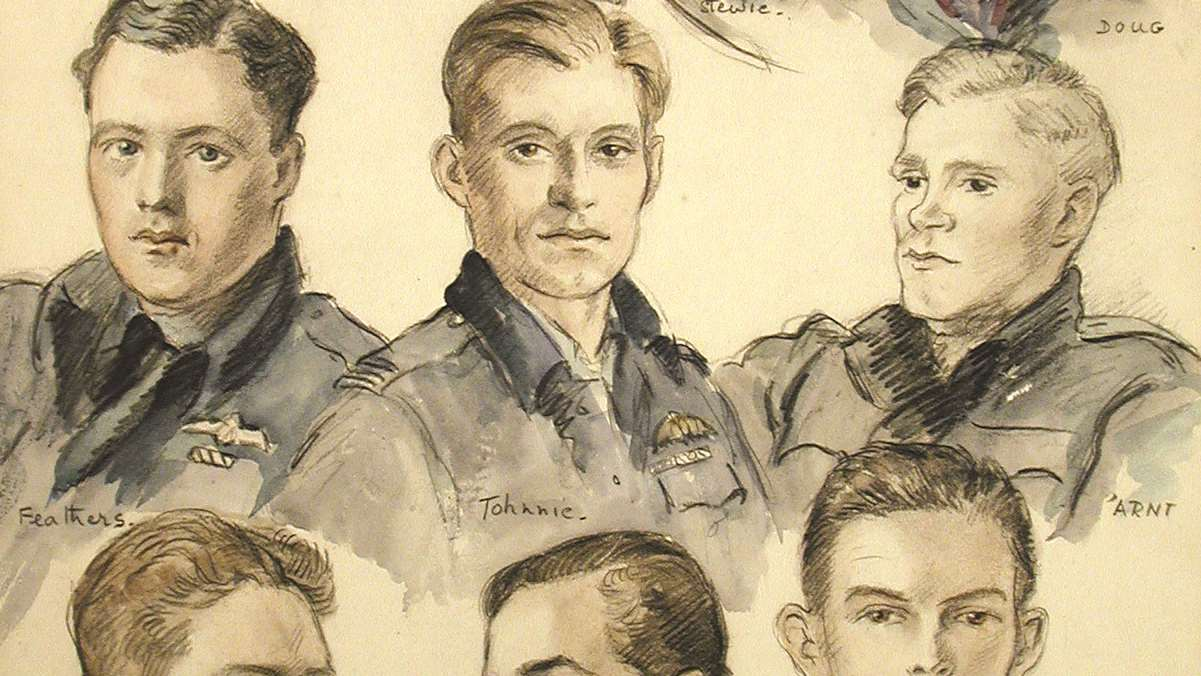
Aquarelles de pilotes par Olive Snell

Pendant la Seconde Guerre mondiale, elle se tourne vers des sujets militaires, notamment des pilotes de la bataille d'Angleterre  en tant qu'Artiste de guerre officielle attachée à la Royal Air Force . Sa peinture de 1943 des pilotes du 610 Squadron à RAF Westhampnett est maintenant dans la collection Goodwood sur le même site. Quatre des dix-huit pilotes représentés sont tués dans les mois suivant son achèvement . Le Comité consultatif des artistes de guerre lui délivre un permis pour dessiner en public en temps de guerre .
Elle épouse Ebenezer John Lecky Pike (1884-1965), un officier (plus tard un colonel) dans les Grenadier Guards, le 16 avril 1913 ,. Ils ont quatre enfants, dont le plus jeune, David Ebenezer (né le 9 juin 1925), lieutenant dans les Grenadier Guards, est tué au combat le 5 mars 1945  et est enterré au cimetière de guerre de la forêt de Reichswald ,. Leur enfant aîné, Helena Christian, épouse Lionel Brett (4e vicomte Esher). La deuxième fille Katherine Mary Penelope épouse Lawrence Dundas (3e marquis de Zetland). Une troisième fille, Jane Rosemary (1923-1934), est décédée dans son enfance .
Elle expose à la Fine Art Society, à la Grosvenor Gallery, au New English Art Club, au Royal Institute of Oil Painters et à la Society of Women Artists . Ses œuvres font partie de collections publiques, dont l'Imperial War Museum et le Royal Air Force Museum .
Son portrait est peint en 1922 par Oswald Birley . En 2017, la photo appartient à des particuliers . Birley peint ensuite Ebenezer Pike et épouse plus tard la sœur de Pike, Rhoda, après l'avoir également peinte . Un autre portrait est peint vers 1927 par Augustus John . Cette œuvre est vendue par Boningtons en juin 2018 . L'Illustrated London News note en 1927 que Snell "eu la chance d'avoir quelques leçons de cet artiste célèbre Augustus John, qui s'intéressait à son travail" .

## Liens
- Ressources relatives aux beaux-arts :   - Art UK
  - MutualArt
  - RKDartists
  - Union List of Artist Names
- Notices d'autorité :   - VIAF
  - ISNI
  - LCCN
  - WorldCat